# La buena vida
La buena vida is een Spaanse film uit 1996, geregisseerd door David Trueba.

## Verhaal
De jonge tiener Tristán leidt een rustig leven. Hij wil zijn leven wijden aan schrijven. Zijn leven verandert als zijn ouders op vakantie gaan en omkomen bij een auto-ongeluk. Vanaf dat moment staat hij er alleen voor, en denkt hij zijn lotsbestemming onder controle te hebben.

## Rolverdeling
| Acteur                | Personage     |
| --------------------- | ------------- |
| Fernando Ramallo      | Tristán       |
| Lucía Jiménez         | Lucía         |
| Luis Cuenca           | Abuelo        |
| Isabel Otero          | Isabelle      |
| Joel Joan             | Claudio       |
| Vicky Peña            | Madre         |
| Jordi Bosch           | Padre         |
| Alma Rosa Castellanos | Marilyn Arena |
| Muntsa Alcañiz        | Tía Carmen    |

## Ontvangst

### Prijzen en nominaties
Een selectie:
| Jaar | Evenement                      | Categorie                      | Genomineerde  | Resultaat   |
| ---- | ------------------------------ | ------------------------------ | ------------- | ----------- |
| 1997 | Premios Goya (11de uitreiking) | Beste mannelijke bijrol        | Luis Cuenca   | Gewonnen    |
| 1997 | Premios Goya (11de uitreiking) | Beste debuterend actrice       | Lucía Jiménez | Genomineerd |
| 1997 | Premios Goya (11de uitreiking) | Beste origineel scenario       | David Trueba  | Genomineerd |
| 1997 | Premios Goya (11de uitreiking) | Beste debuterend regisseur     | David Trueba  | Genomineerd |
| 1997 | Karlsbad (32ste editie)        | Kristallen Bol voor beste film | La buena vida | Genomineerd |
| 1997 | Karlsbad (32ste editie)        | Speciale Juryprijs             | La buena vida | Gewonnen    |